# Iosif Demian
Iosif Demian (n. 26 mai 1941, Oradea, Regatul Ungariei) este un regizor și operator român care trăiește în prezent în orașul Sydney (Australia). Filmul său din 1980 O lacrimă de fată a fost proiectat în secțiunea Un Certain Regard la Festivalul de film de la Cannes 1982

## Biografie
Iosif Demian s-a născut la data de 26 mai 1941 în orașul Oradea într-o familie mixtă etnic: tatăl său era român, iar mama sa era unguroaică.

## Filmografie

### Operator de imagine
- Castelul condamnaților (1970)
- Așteptarea (1970)
- Apa ca un bivol negru (documentar, 1971) – în colaborare
- Nunta de piatră (1972)
- Explozia (1972) – asistent operator
- Duhul aurului (două părți, 1974) – în colaborare cu Florin Mihăilescu (la partea a II-a)
- Zidul (1975)
- Buzduganul cu trei peceți (1977)
- O lacrimă de fată (1980) – în colaborare cu Constantin Chelba

### Regizor
- Urgia (1978) – în colaborare cu Andrei Blaier
- O lacrimă de fată (1980)
- Baloane de curcubeu (1983)
- Lovind o pasăre de pradă (1983)
- Bunicul și o biată cinste (1984)
- Piciu (1985)
- Memoria de piatră (2010)

### Scenarist
- Mai presus de orice (1978) - în colaborare cu Dan Pița, Nicolae Mărgineanu și Dan Mutașcu